# Ауди A6
„Ауди A6“ (Audi A6) е модел автомобили от висок среден клас (сегмент E) на германската компания „Ауди“, произвеждан в пет последователни поколения от 1994 година. Преди това първото поколение на модела се продава под търговското наименование „Ауди 100“.
Моделът има и два варианта с подобрено поведение, продавани под имената „Ауди S6“ и „Ауди RS6“, както и вариант с повишена проходимост – „Ауди A6 олроуд куатро“.

## Първо поколение – C4 (1994 – 1997)
Audi A6 C4 - Това е facelift моделът на Audi 100 C4 или Audi S4 C4. Има подобрения по купето, както и по интериора. Audi A6 C4 е предлаган на света със следните мотори. 1.8, 1.9TDI, 2.0, 2.0T (ABT TUNING), 2.3, 2.5TDI, V6 2.6, V6 2.8. Подобрената версия на A6 C4 е S6 C4 която идва със следните мотори - 2.2T, V8 4.2 286PS. Има разлика в доста неща сравнение с А6, като външно са раздувки на калниците, раздута предна броня, вътре - таблото е с бели циферблати, салоните са Recaro, повечето S6 са с 6 степенна скоростна кутия или автоматик. Още по-добрата версия на S6 C4 e S6 PLUS C4. S6 PLUS са произведени около 900 бройки Авант, и 97 броя Седан. Има опции като - черни уплътнения на вратите, черни гланцирани рейлинги на тавана, S6 Plus петолъчеви джанти, черен таван - колонки, сенници и плафони. Може да намерите българската група на Audi C4 в Facebook с името Audi 100/S4/A6/S6 с администатор Дан Тес и Мартин Маргитин.

## Второ поколение – C5 (1997 – 2004)

### олроуд куатро C5
Първата генерация на комби варианта с повишена проходимост „олроуд куатро“ се произвежда в годините между 1999 и 2005.
Целта на „олроуд куатро“ е да съчетае в себе си практичността на комбито и високата проходимост на всъдехода. Въздушното окачване може да бъде нагласено така, че разстоянието между земята и шасито да стане 20,8 cm. Моделите с механична скоростна кутия са снабдени и с т.нар. low range система, която може да бъде включена при скорост по-ниска от 30 km/h и намалява съотношението на предавките. Така тя спомага за движение по силно наклонени терени. Благодарение на нея и въздушното окачване „олроуд куатро“ става първият и кросоувър автомобил, успял да премине успешно през тестовия полигон на „Рейндж Роувър“.
Ако автомобилът се движи по нормален път, шасито може да бъде спуснато до 14,2 cm от земята. С това окачването и амортисьорите стават по-твърди, което допринася за по-спортно поведение на колата на пътя, доближаващо се до това на „Ауди S6“, а въздушното съпротивление се намалява, с което спада и разходът на гориво.
От първата генерация на „олроуд куатро“ са произведени почти 100 000 екземпляра.

## Трето поколение – C6 (2004 – 2011)

### олроуд куатро C6
При второто поколение на „олроуд куатро“ отново присъства въздушното окачване adaptive air suspension. Този път обаче различните степени на височина на шасито са пет – с едно повече от първата генерация. Това са: dynamic, automatic, comfort, allroad и lift, като при най-ниската – dynamic – разстоянието от земята до шасито е 12,5 см, а при най-високата (lift) – 18,5 см.